# Cawdor Castle

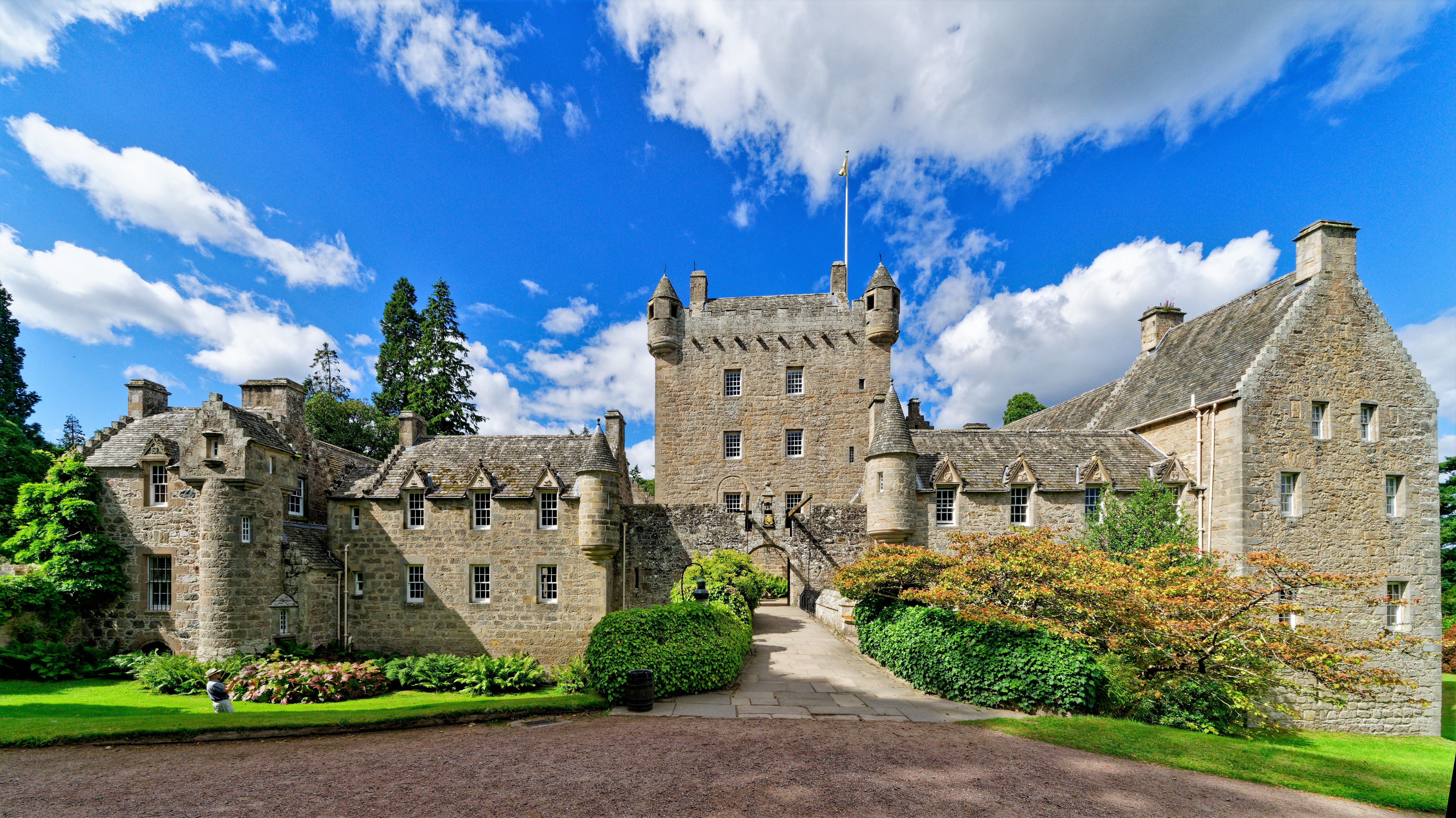
Cawdor Castle

Cawdor Castle ist ein Schloss wenige Kilometer östlich von Inverness in den schottischen Highlands.
Das Schloss ist als Bauwerk der höchsten Kategorie A denkmalgeschützt. Des Weiteren sind zahlreiche Außengebäude als Denkmäler der Kategorie A, B beziehungsweise C klassifiziert. 1987 wurden die Außenanlagen in das Inventory of Gardens and Designed Landscapes in Scotland aufgenommen.

## Geschichte
1380 wird die Anlage erstmals erwähnt. William, Thane of Cawdor errichtete einen massiven Kampfturm. Von einer Schildmauer oder Kämpfen um die Burg ab 1380 sind keine Quellen erhalten geblieben. Erst ab 1638 sind wieder Quellen zu finden, hier begann die Instandsetzung des Turmes mit dem alten Salon und dem nördlichen Flügel. Während des Bürgerkriegs wurden nur einige Heuschober durch die englischen Soldaten Lord Montroses angezündet. Selbst während der blutigen Feldzüge Oliver Cromwells war Cawdor Castle von der Beherbergung von Soldaten und Offizieren befreit. Dies ist der Grund, weshalb die teure Inneneinrichtung noch erhalten ist.

Die Innenräume von Cawdor Castle
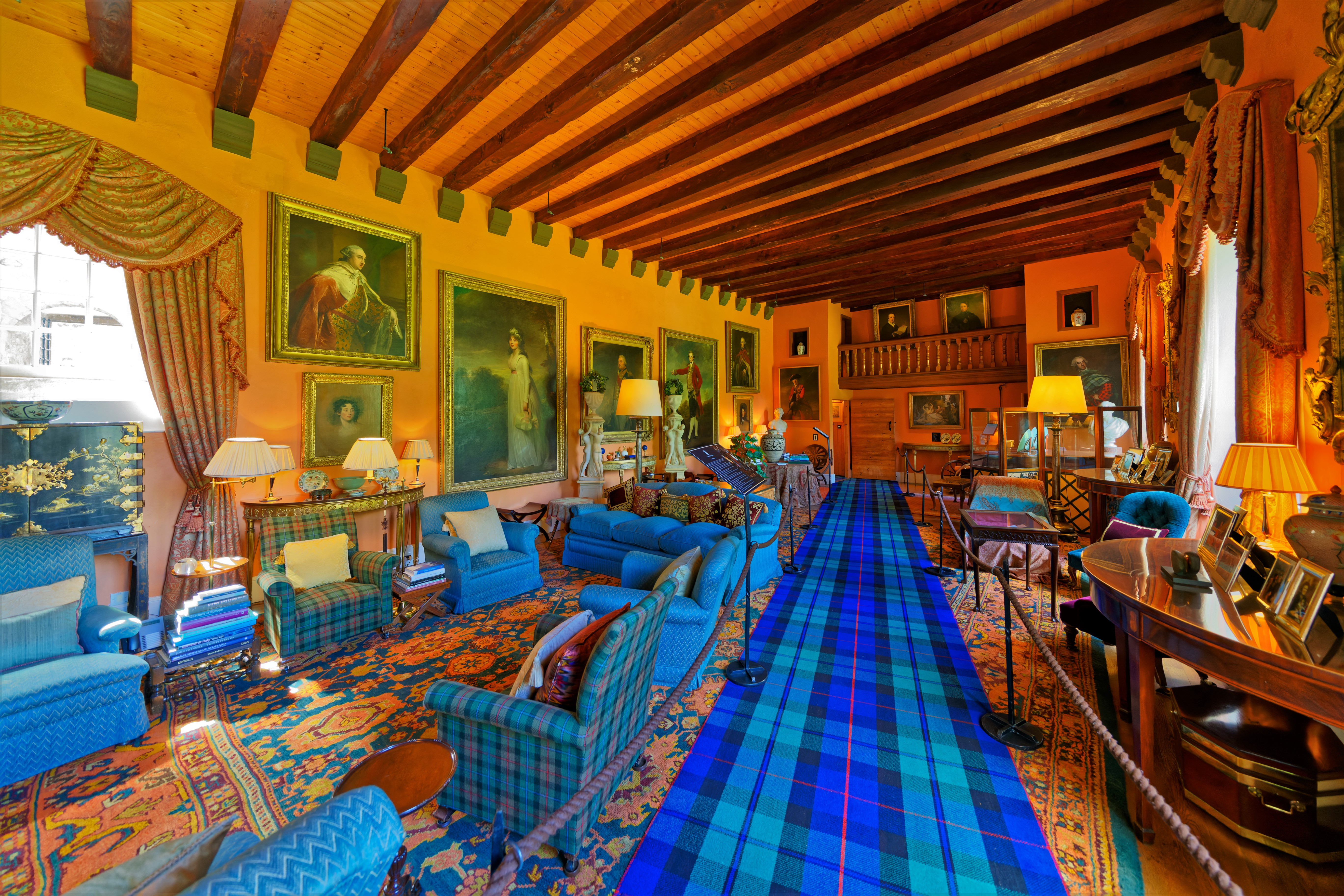
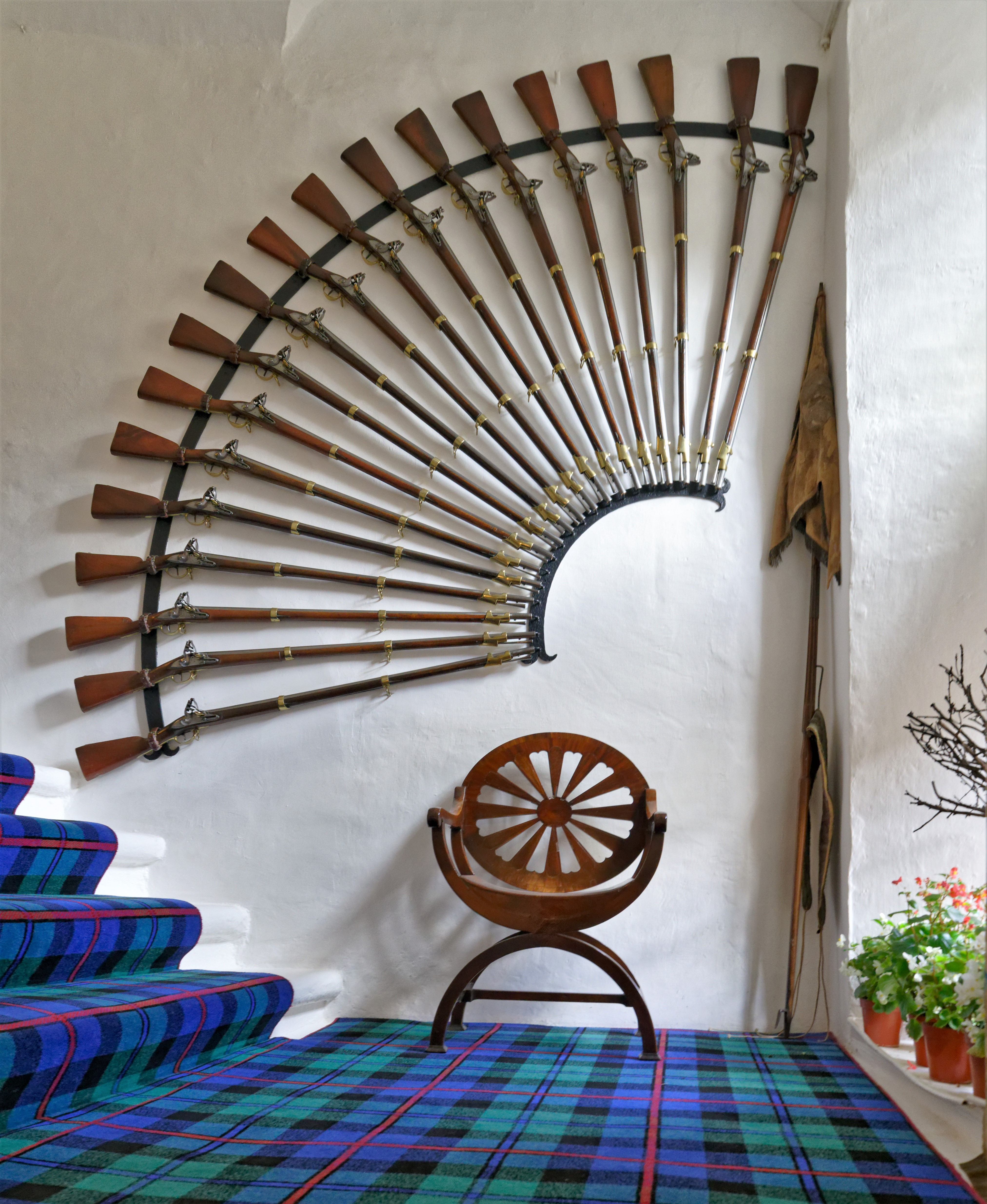
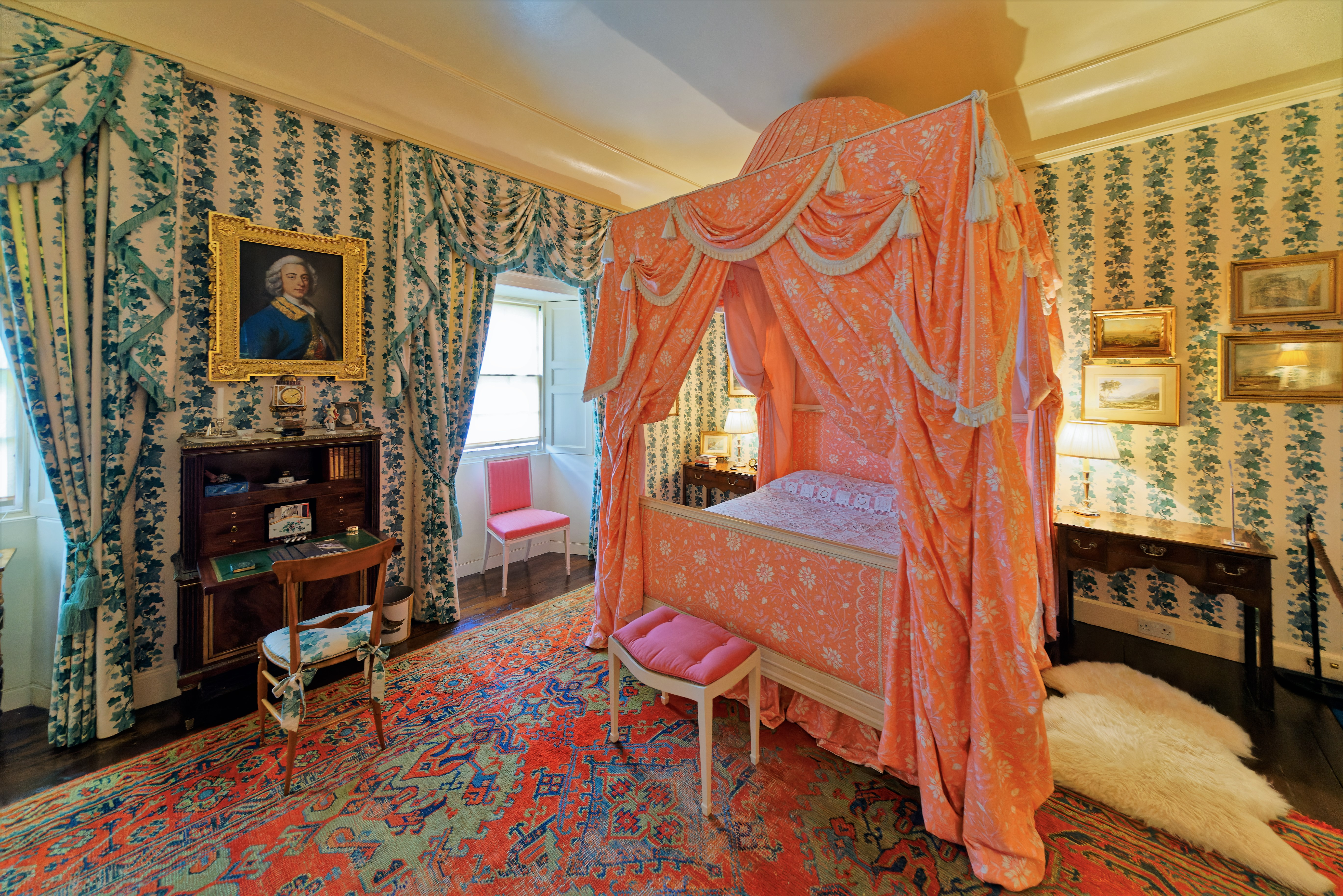
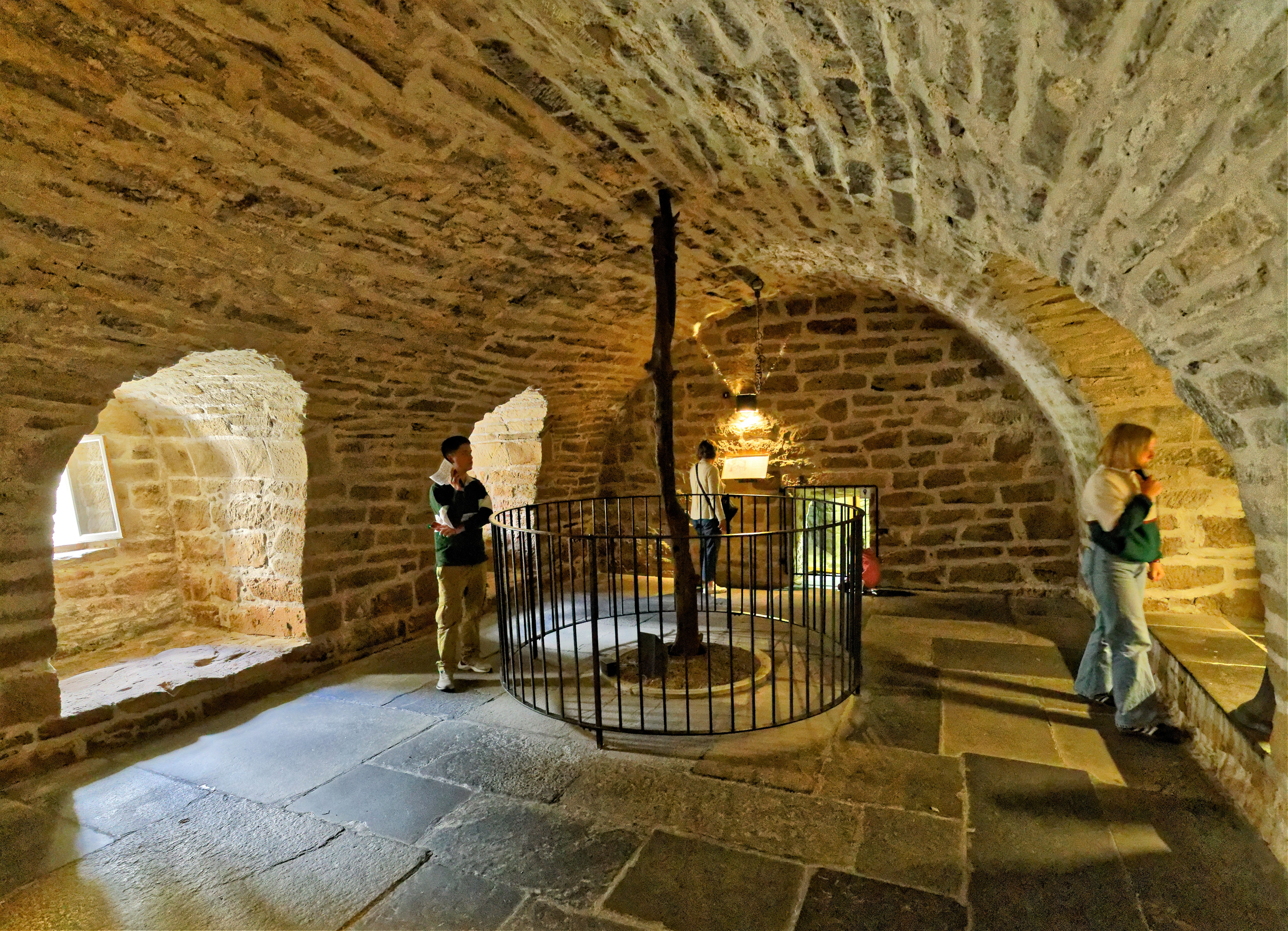
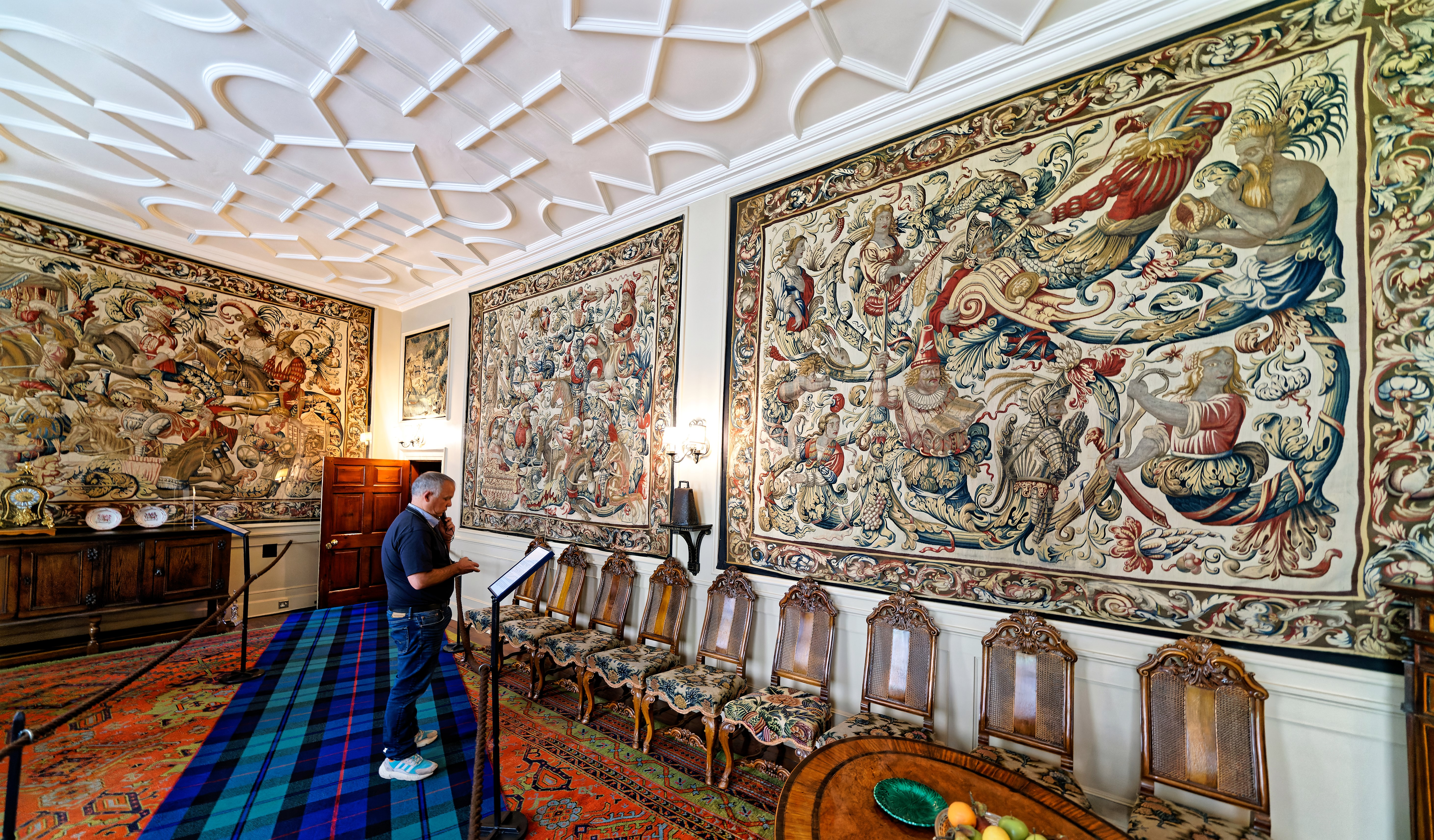
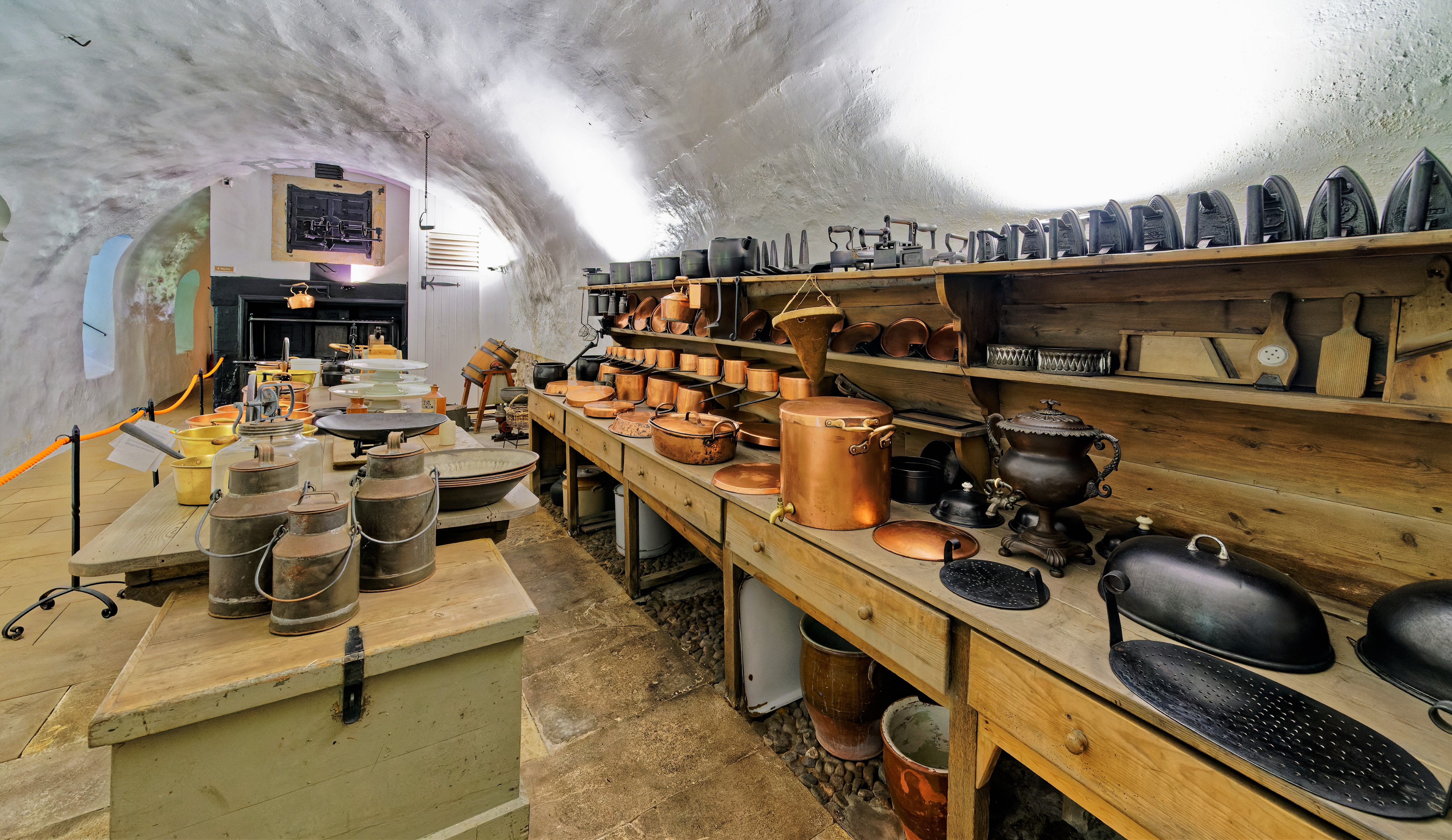

Die Gärten von Cawdor Castle
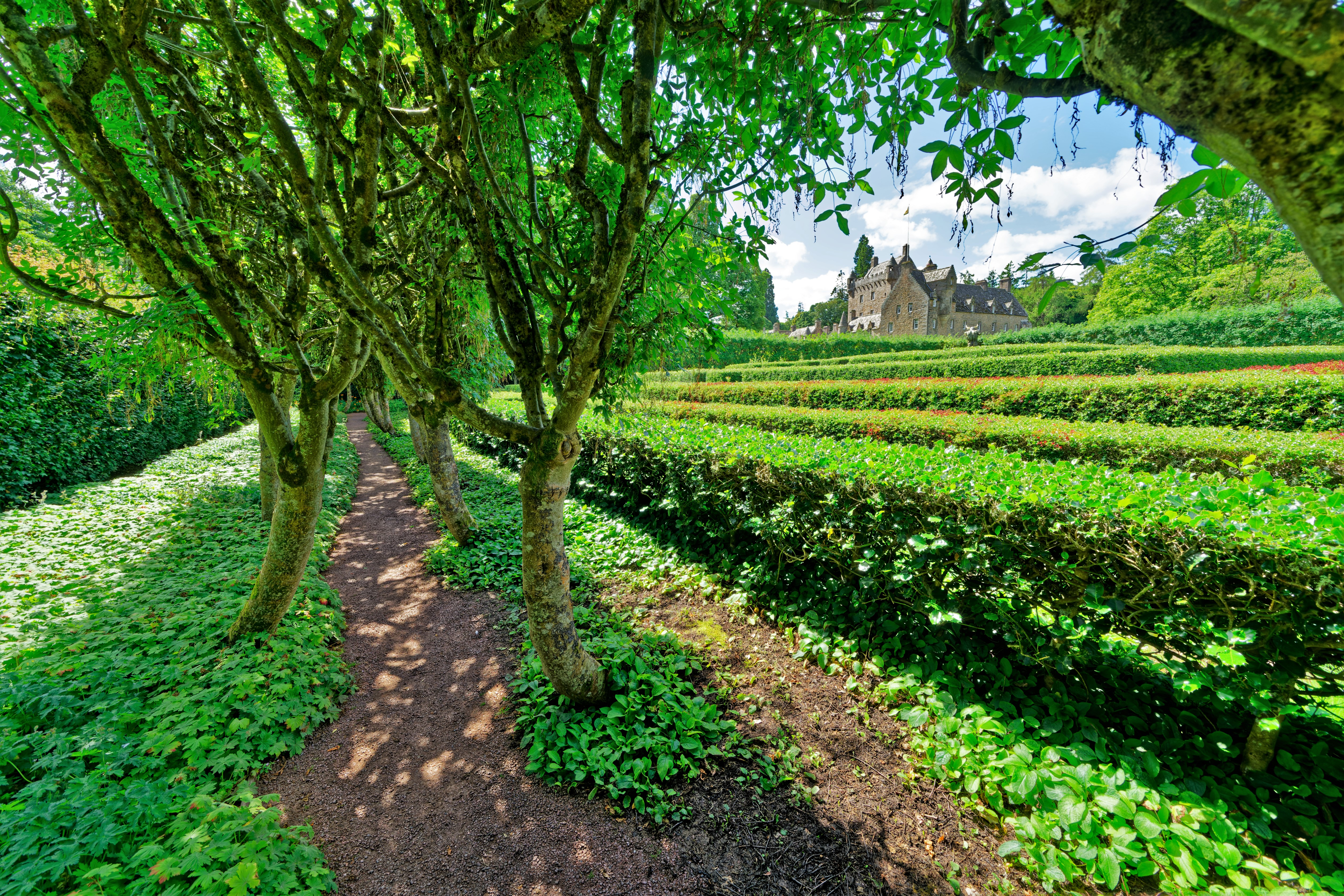
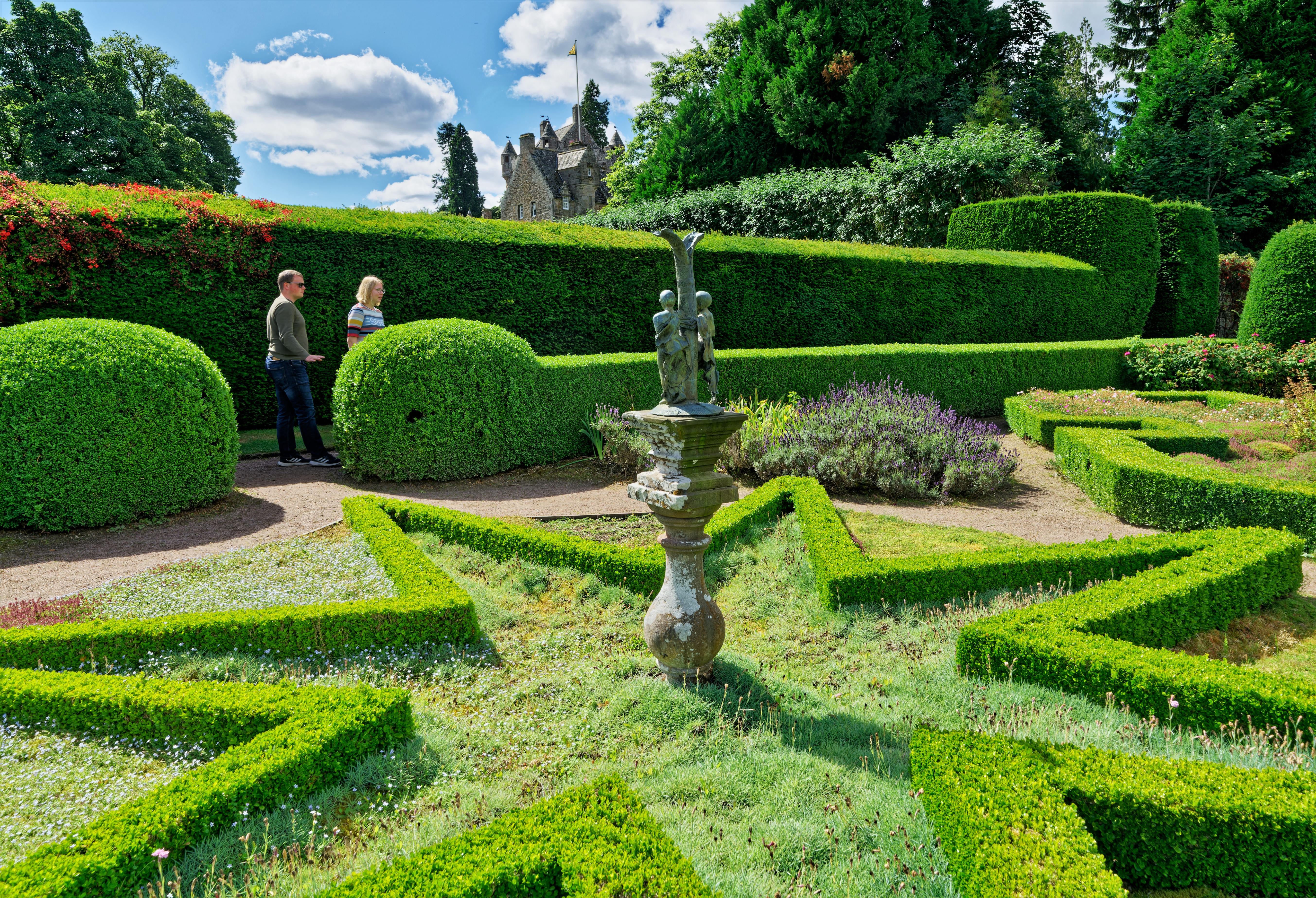
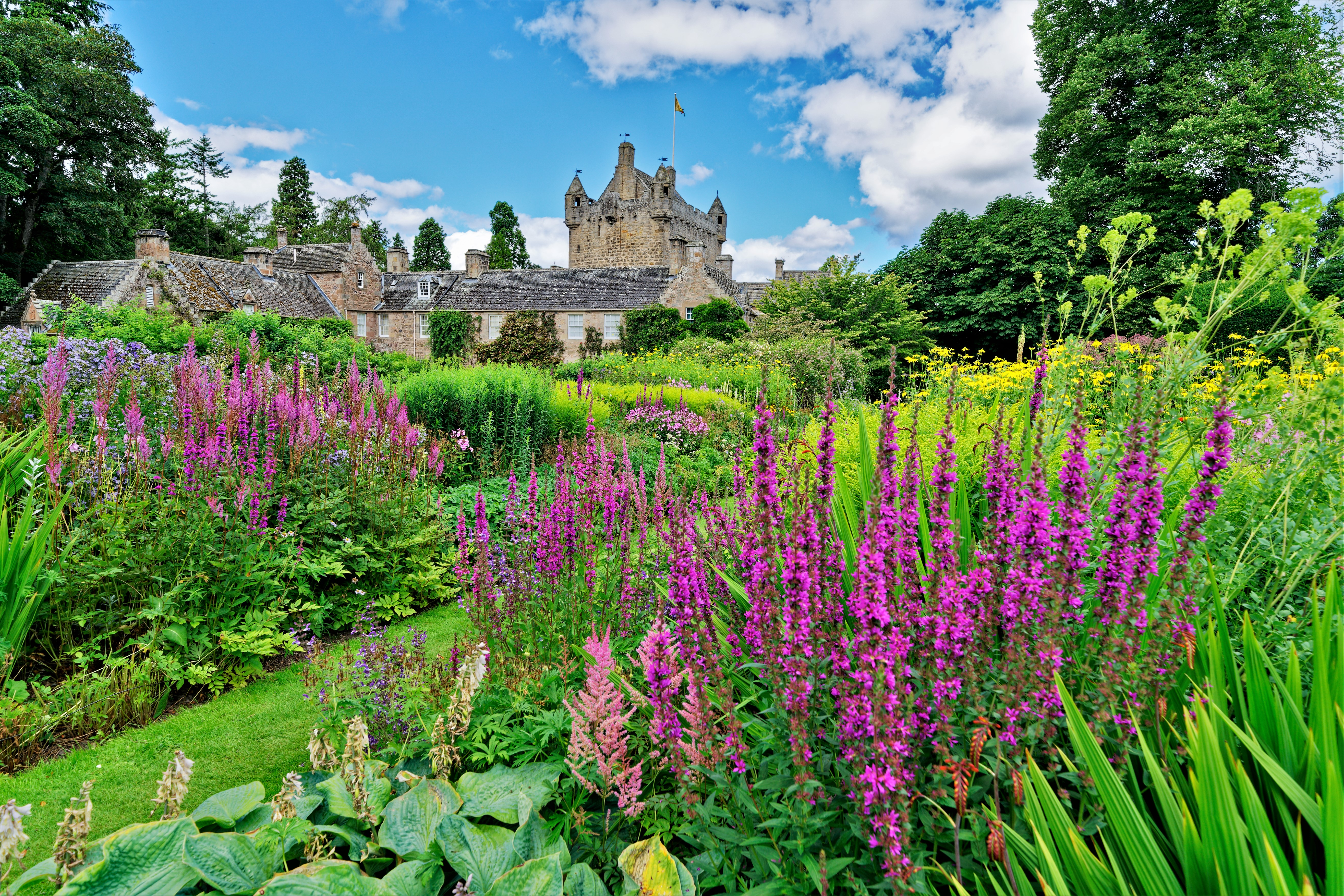
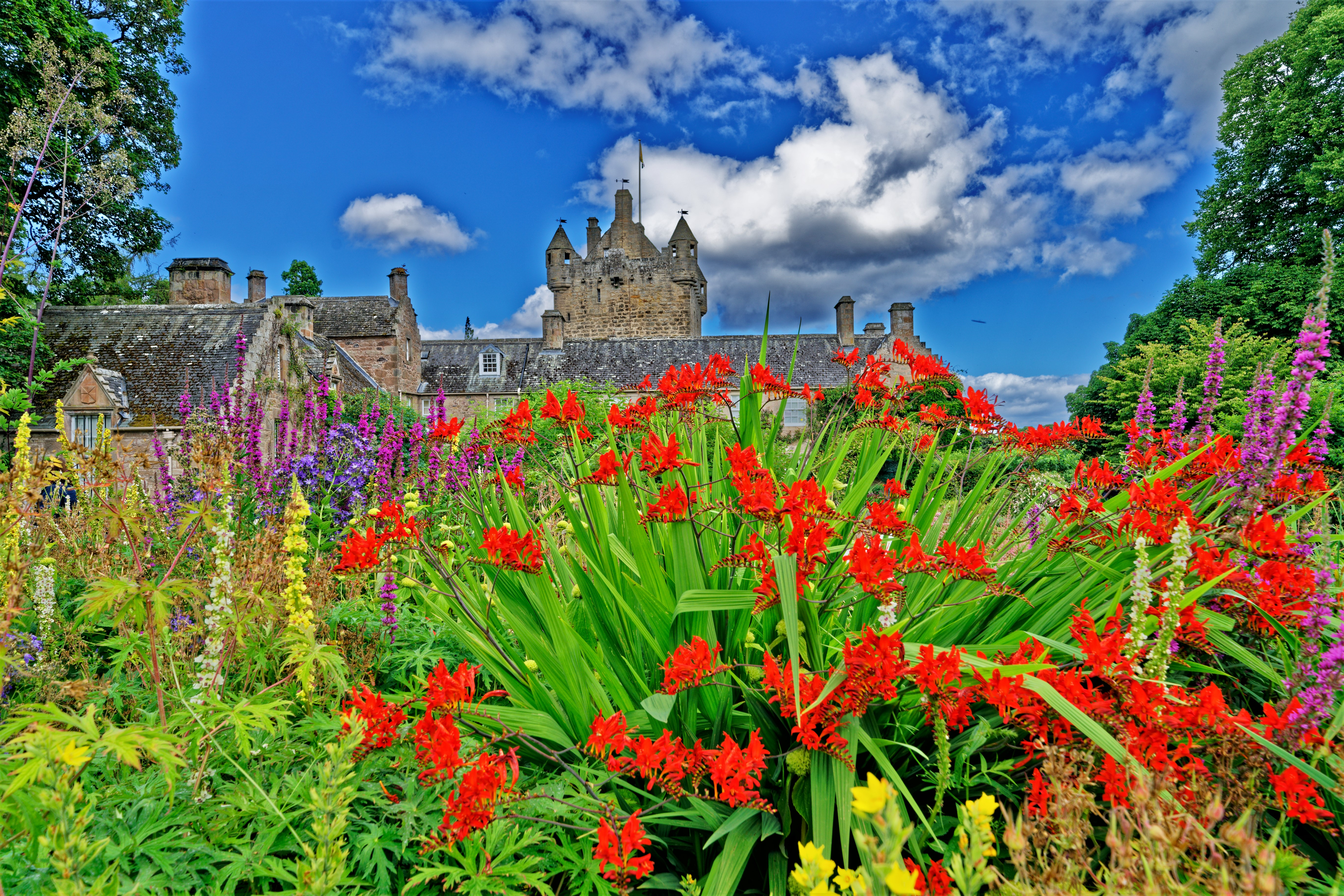
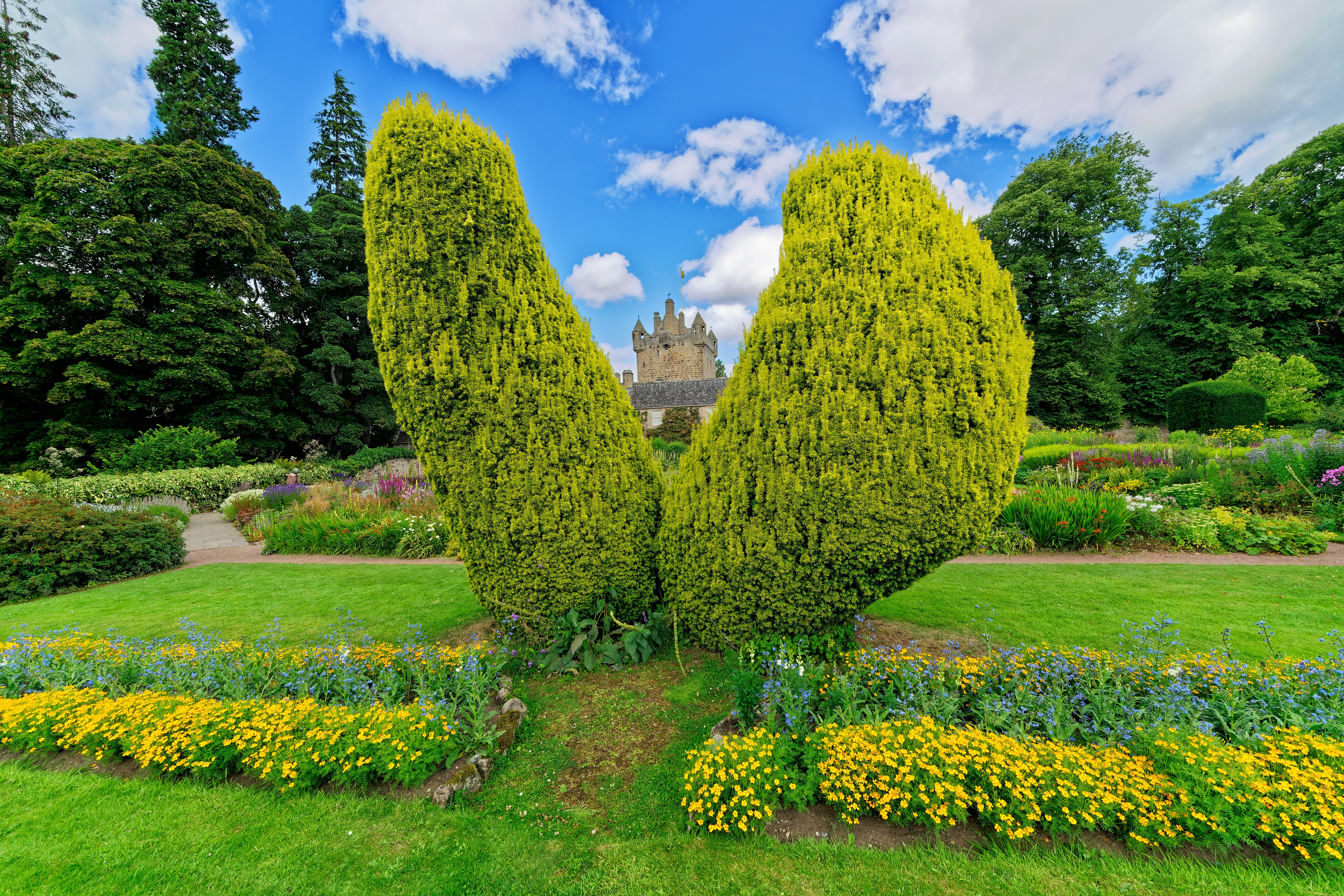
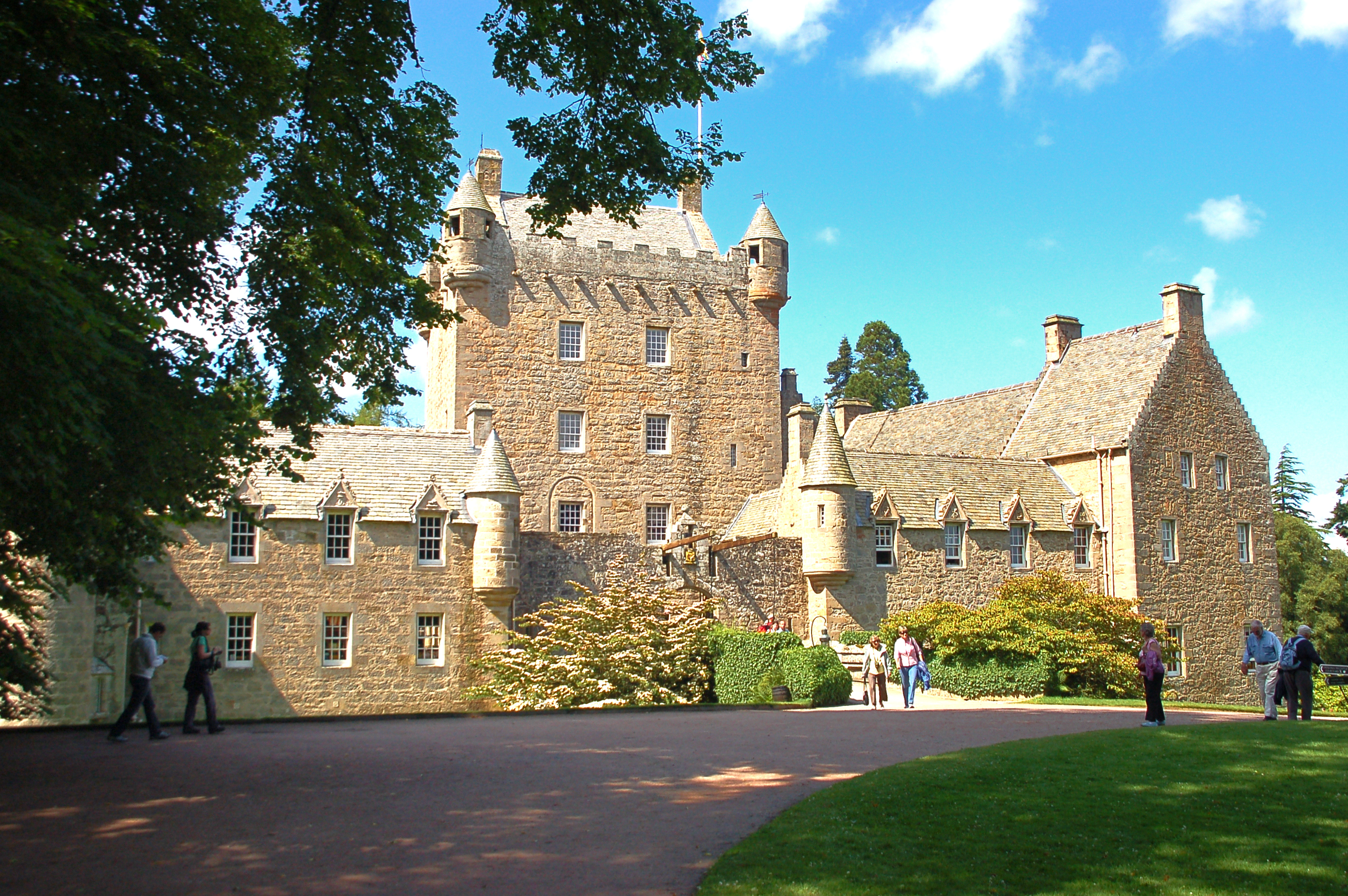

## Aufbau

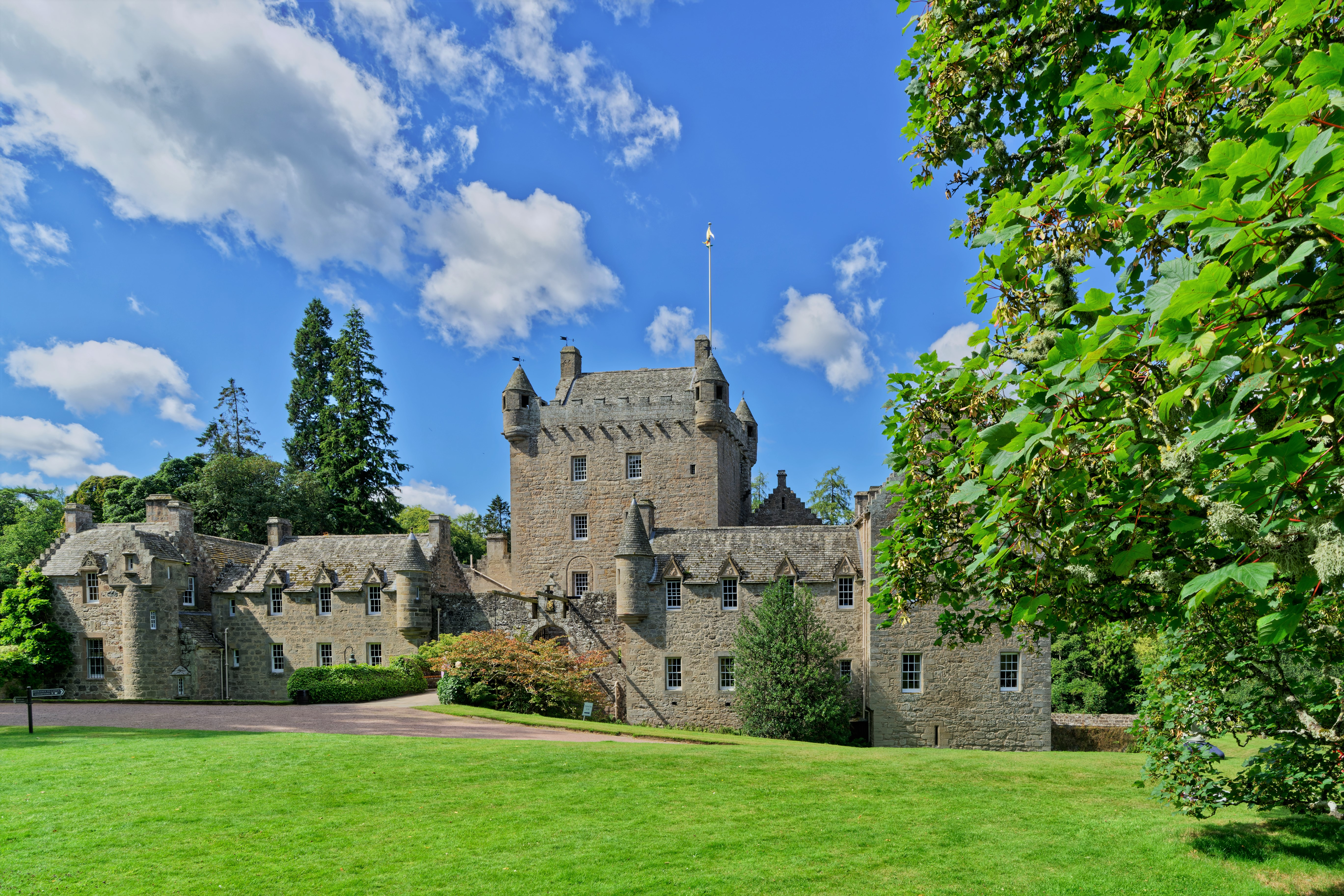
Cawdor Castle

Cawdor Castle ist rund um einen massiven Donjon errichtet. Der Donjon ist der älteste Teil der Burg. An den vier Ecken des Turmes sind kleinere Erkertürmchen mit Schießscharten angebracht. Ein Zinnenkranz und Maschikuli (Pechnasenreihen)  stellten zum Anfang sicher Verteidigungsanlagen dar, in neuerer Zeit dienten sie aber eher der Verzierung. 1684 erfolgte der Umbau zu einem komfortablen Wohnsitz. Der fünfzehnte Thane of Cawdor baute zwei weitere Flügel an, um weitere Bedienstete und seine neun Kinder unterzubringen. Die Fenster wurden vergrößert. Dies bedeutete, dass Cawdor Castle den Status einer Verteidigungsanlage verlor und endgültig zum Schloss wurde. Die Innenräume sind mit Stuckwerk und Holzpaneelen verkleidet. Auf den Treppen wurden Teppiche ausgelegt, die in grün und blau gehalten sind. Diese Farben sind die Farben des Tartans des Clans Campbell.

## Die Legende
Cawdor Castle ist eng mit der Tragödie Macbeth von William Shakespeare verbunden. Das Schloss war der Handlungsort um die Tragödie und den Tod Duncans. Jedoch wurde das Schloss erst 300 Jahre nach dem Tode Macbeths erbaut. Eine weitere Legende besagt, dass dem Erbauer William, Thane of Cawdor im Traum aufgegeben wurde, ein Maultier mit Gold zu beladen. Wo dieses Tier sich dann zum Schlafen niederlegte, sollte eine Burg errichtet werden. Das Tier ruhte an einem Stechpalmenbusch. William ließ an dieser Stelle einen Turm um den Ilexbusch errichten.